# پردیس سینمایی ایران مال
پردیس سینمایی ایران مال یک پردیس سینمایی در تهران است. این پردیس که در مجموعه ایران مال در غرب تهران واقع شده همزمان با سی و هفتمین دوره جشنواره فیلم فجر در بهمن ۱۳۹۷ افتتاح شده‌است. این پردیس سینما تنها سینما آی‌مکس ایران و یکی از پنچ سینما آی‌مکس خاورمیانه میباشد.